# گوردیشا
گوردیشا (به مجاری:  Gordisa) یک شهرداری در مجارستان است که در ناحیه شیکلوش واقع شده‌است. گوردیشا ۱۰٫۸۸ کیلومتر مربع مساحت و ۲۷۴ نفر جمعیت دارد.